# 南緯43度線
南緯43度線（なんい43どせん）は、地球の赤道面より南に地理緯度にして43度の角度を成す緯線。南緯43度線はその大部分が公海上を走っており、大西洋、インド洋、オーストラリア、太平洋、ニュージーランド、チリ、アルゼンチンを通過する。
この緯度の下では、夏至点時は15時間22分で、冬至点時の可照時間は9時間0分である。また、太陽の南中高度は夏至点時で70.83度である。

## 通過する地域一覧
南緯43度線は、本初子午線から東に向かって以下の場所を通っている。
| 地理座標                                               | 国土・領土・領海 | 備考         |
| ------------------------------------------------------ | ---------------- | ------------ |
| 南緯43度0分 東経0度0分 / 南緯43.000度 東経0.000度      | 大西洋           |              |
| 南緯43度0分 東経20度0分 / 南緯43.000度 東経20.000度    | インド洋         |              |
| 南緯43度0分 東経145度36分 / 南緯43.000度 東経145.600度 | オーストラリア   | タスマニア州 |
| 南緯43度0分 東経147度57分 / 南緯43.000度 東経147.950度 | 太平洋           | タスマン海   |
| 南緯43度0分 東経170度34分 / 南緯43.000度 東経170.567度 | ニュージーランド | 南島         |
| 南緯43度0分 東経173度7分 / 南緯43.000度 東経173.117度  | 太平洋           |              |
| 南緯43度0分 西経74度15分 / 南緯43.000度 西経74.250度   | チリ             | チロエ島     |
| 南緯43度0分 西経73度21分 / 南緯43.000度 西経73.350度   | コルコバド湾     |              |
| 南緯43度0分 西経72度45分 / 南緯43.000度 西経72.750度   | チリ             |              |
| 南緯43度0分 西経72度3分 / 南緯43.000度 西経72.050度    | アルゼンチン     |              |
| 南緯43度0分 西経64度20分 / 南緯43.000度 西経64.333度   | 大西洋           |              |